# Кемблув (Підкарпатське воєводство)
Кемблув (пол. Kębłów) — село в Польщі, у гміні Падев-Народова Мелецького повіту Підкарпатського воєводства.
Населення — 357 осіб (2011).
У 1975-1998 роках село належало до Тарнобжезького воєводства.

## Демографія
Демографічна структура станом на 31 березня 2011 року:
|          | Загалом | Допрацездатний вік | Працездатний вік | Постпрацездатний вік |
| -------- | ------- | ------------------ | ---------------- | -------------------- |
| Чоловіки | 173     | 33                 | 121              | 19                   |
| Жінки    | 184     | 40                 | 107              | 37                   |
| Разом    | 357     | 73                 | 228              | 56                   |